# Upstairs
|  | Denne artikel er oprettet af botten PalnaBot ud fra en ekstern database. Den kan derfor have sproglige fejl eller mangler. Denne skabelon kan fjernes efter kontrol af indholdet. |

Upstairs er en kortfilm instrueret af Jesper Maintz efter manuskript af Jesper Maintz, Jacob Weinreich.

## Handling
Jonas har ondt i forholdet og føler sig trængt op i en krog af sin altid småspisende og storsnakkende kæreste. Panisk gør han forholdet forbi og flytter ind i en skodlejlighed for at dyrke cigaretter, øl og fisse med sine barvenner. Overboen, det store brød Frank, er ikke bleg for at dele ud af sin selvbestaltede ekspertise i kvinder og forhold, og den kække kioskejer fremviser gerne bagkataloget over sine mange scoringer, som han gemmer i sin iPhone. Rie spøger dog stadig, også rent bogstaveligt, og Jonas indser snart, at ikke alt kan drikkes væk - specielt ikke den overrumplende tilværelse som single.